# Горбачёв, Сергей Юрьевич
Сергей Юрьевич Горбачёв (род. 8 июня 1964 года, Киров, Кировская область, РСФСР, СССР) — российский художник-график, член-корреспондент РАХ (2021).

## Биография
Родился 8 июня 1964 года в Кирове, где живёт и работает.
В 1987 году — с отличием окончил Кировское областное художественное училище.
В 1994 году — окончил Московскую государственную академию печати, мастерская М. П. Митурича-Хлебникова, преподаватели Ю. И. Чувашев и А. С. Котляров.
С 1995 года — член Союза художников России.
С 2001 по 2005 годы — доцент кафедры рисунка и живописи Кировского филиала Московского гуманитарно-экономического института.
С 2015 по 2016 годы — доцент кафедры технологии художественной обработки материалов Вятского государственного университета.
Государственная и общественная деятельность: заместитель главы Департамента культуры, информации и общественных связей Кировской области, позднее — Департамент культуры и искусства Кировской области (2005—2007); председатель Вятского регионального отделения ВТОО «Союз художников России» (2008—2014); член Центральной Ревизионной Комиссии ВТОО «Союз художников России» (2009—2019).
В 2021 году — избран членом-корреспондентом Российской академии художеств от Отделения дизайна.

## Творческая деятельность
Участник выставок с 1987 года.
Основные произведения
- «Вербное воскресенье» (2001; бумага, акварель, 45х56; Вятский художественный музей имени В. М. и А. М. Васнецовых);
- «Дожди над северной рекой» (2010; холст, акварель, 70х100; собственность автора);
- «Северсталь» (2016; бумага, акварель, 50х65; Вятский художественный музей имени В. М. и А. М. Васнецовых);
- «Золотая свадьба» (2017; бумага, акварель, 50х60; Курганский областной художественный музей);
- «Игра в бирюльки» (2018; бумага, акварель, 60х80; Елабужский государственный историко-архитектурный и художественный музей-заповедник);
- «У студёного Белого моря. Автопортрет» (2011; холст, акрил, 70х120; частное собрание);
- «Начало» (2017; холст, акрил, 90х70; собственность автора);
- «Вятская свистулька» (2019; бумага, карандаш, сангина, 39х49; собственность автора);
- «Река блестит» (2021; бумага, карандаш, 42х59,4; собственность автора);
- «Река Белый Июс» (2021; бумага, карандаш, 42х59,4; собственность автора).

Персональные выставки
- Галерея «М» в Кирове (1994);
- Выставочный зал ОМЗ (Омутнинск, 2000, 2002);
- Слободской музейно-выставочный центр (2003);
- Выставочный зал библиотеки имени А. С. Пушкина в Кирове (2003);
- «Мелодия акварели» (2003), «Простым и нежным взором…» (2006) в Художественном салоне Союза вятских художников в Кирове;
- Правительство Кировской области (2006); Музей им. А. С. Грина в Кирове (2007); Выставочный зал библиотеки А. Лиханова в Кирове (2008); «Время акварели» в Вятском художественном музее имени В.М. и А. М. Васнецовых (Киров, 2014), в Музее С. М. Кирова (Уржум, Кировская область, 2014); «Близкое и далёкое» в Галерее «На Спасской» (Киров, 2016); «Горизонталь» в Выставочном зале ВХУ им. А. Рылова (Киров, 2016); «Земля, что дарит вдохновенье» в Выставочном зале Кировской областной научной библиотеки им. А. И. Герцена (2020); «Где забываются большие города» в Народной картинной галерее посёлка Солнечный (Вышний Волочёк, 2021); «Скромное обаяние графита» в Музее современного этноискусства в Елабуге (2022).

Автор книг
- Горбачев, С. Ю. Внеклассные уроки [Текст] : маленькие истории из жизни мальчиков и мужчин / С. Ю. Горбачев; [рис. авт. ; в авт. ред.]. — Киров : [б. и.], 2010. — 29 с.: ил.
- Горбачев, С. Ю. Ни за что [Текст] : маленькие рассказы о призах и наградах / С. Ю. Горбачев; [рис. авт.; ред. Е. Н. Горбачева]. — Киров: [б. и.], 2010. — 29 с. : ил.
- Горбачев, С. Ю. Рассказы : [Яблоко; Ботинки; Червяк] / С. Ю. Горбачев // Детская книга на Вятке : стихи, проза : сборник произведений для детей и о детях / сост., вступ. ст. Н. И. Перминовой. — Киров, 2012. — С. 235—238.

## Награды
- Заслуженный художник Российской Федерации (2012)[1]

Общественные награды
- Диплом ВТОО «Союз художников России» (2002, 2010, 2020)
- Лауреат премии Кировской области по литературе и искусству (2004)
- Медаль «За заслуги в проведении Всероссийской сельскохозяйственной переписи 2006 года» (2006)
- Золотая медаль Союза художников России «Традиции, духовность, мастерство» (2008, 2013)
- Государственная стипендия Министерства культуры Российской Федерации (2014, 2019)
- Благодарность Союза художников России (2015)
- Лауреат премии имени художников Виктора и Аполлинария Васнецовых (2016)
- Лауреат V Всероссийской Выставки Акварели в номинации «Портрет» (2018)
- Золотая медаль Вятского регионального отделения ВТОО «Союз художников России» (2019)

Награды РАХ
- Благодарность (2012)
- Диплом (2013)
- Медаль «За заслуги перед Академией» (2019)